# Myxogastria
Myxogastria é uma classe do filo Amoebozoa e infrafilo Mycetozoa. Esta classe agrupa os mixomicetos verdadeiros e compreende 5 ordens, 14 famílias, 62 géneros e 888 espécies. As ordens Physarida e Echinosteliida pode ser agrupada no clado Myxogastromycetidae.
Estes organismos heterotróficos são predadores em redes alimentares microbianas, e como tal são capazes de envolver e digerir bactérias, leveduras, esporos de fungos, e matéria em decomposição.

## Ciclo de vida
Quando um esporo de mixomicete germina, ele fissura, libertando uma célula amebóide chamada mixameba. Dependendo das condições ambientais, a mixameba pode desenvolver flagelos; este processo é reversível. A mixameba ingere alimento por fagocitose e divide-se enquanto se alimenta. Quando duas mixamebas de populações diferentes se encontram, fundem-se formando um zigoto. O zigoto propriamente dito não se divide, antes cresce à medida que o seu núcleo se divide, formando uma grande célula multinucleada chamada plasmódio. O plasmódio continuará a consumir matéria orgânica por fagocitose. Após algum tempo, e por causas desconhecidas, o plasmódio converte-se numa estrutura portadora de esporos chamada corpo frutífero. São quatro os principais tipos de corpos frutíferos: esporângio, etálio, psedoetálio e plasmodiocarpo. Os esporos são libertados do corpo frutífero e o ciclo de vida é reiniciado.